# Giovanni Agostino Abate
Giovanni Agostino Abate (Savona, 5 de setembro de 1495 - cerca de 1575) foi um historiador e um político italiano.
Filho de Leonardo, chapeleiro de Savona, exerceu também o ofício paterno e em 1522 esteve no castelo de San Giorgio de Lavagnola, local da origem de sua família. Participou da defesa de Savona contra os genoveses, até à destruição do porto, em 1528, da qual reconstruiu-se uma parte. Foi membro do Conselho dos Anciãos de Savona e tratou da solução dos contrastes territoriais com Vezzi em 1536. 
Lecionou matemática, geometria e também uma transcrição dos Statuti dell'arte dei berrettieri in Savona del 1473. Mas l'Abati é importante sobretudo pela história da cidade de Savona, havendo escrito uma história da Guerre successe dal 1498 sin al 1567 e da Cronache savonesi dal 1500 al 1570. 